# 4-AcO-DMT
4-AcO-DMT（4-乙酰氧基-N,N-二甲基色胺，英語： 或称为：O-乙酰基脱磷酸裸盖菇素，O-Acetylpsilocin，4-acetoxy-DMT，psilacetin，synthetic shrooms）是一种色胺衍生物，化学式为C14H18N2O2，结构类似物有4-乙酰氧基-N-甲基-N-乙基色胺（4-AcO-MET）、4-AcO-DET、4-AcO-MiPT、4-AcO-DiPT。